# Bedrykiwci
Bedrykiwci (ukr. Бедриківці, pol. hist. Bedrykowce) – wieś na Ukrainie w rejonie gródeckim obwodu chmielnickiego.